# پوپنرایشت
پوپنرایشت (به آلمانی: Poppenricht) یک شهر در آلمان است که در امبرگ-سولزباخ واقع شده‌است. پوپنرایشت ۳٬۳۳۵ نفر جمعیت دارد.